# کیم هیون-می
کیم هیون-می (انگلیسی: Kim Hyun-mee؛ زادهٔ ۲۰ سپتامبر ۱۹۶۷) بازیکن هندبال اهل کره جنوبی است.
وی در مسابقات کشوری و بین‌المللی در مجموع برندهٔ ۱ مدال طلا شده‌است.